# Sznur boczny
Sznur boczny (łac. funiculus lateralis) – zbudowana z istoty białej część rdzenia kręgowego położona w jego części obwodowej. Drogi nerwowe sznura bocznego człowieka: 
- pęczki własne boczne
- droga korowo-rdzeniowa (piramidowa) brzuszna
- droga czerwienno-rdzeniowa
- droga opuszkowo-siatkowo-rdzeniowa
- droga mostowo-siatkowo-rdzeniowa
- droga pokrywowo-rdzeniowa
- droga oliwkowo-rdzeniowa
- droga rdzeniowo-pokrywowa
- droga rdzeniowo-wzgórzowa boczna
- droga rdzeniowo-móżdżkowa brzuszna
- droga rdzeniowo-móżdżkowa grzbietowa
- droga tylno-boczna
- droga rdzeniowo-oliwkowa
- droga rdzeniowo-siatkowata